# ECAM-EPMI
 (août 2018).
ECAM-EPMI est l'une des 200 écoles d'ingénieurs françaises accréditées par la CTI - Commission des Titres d'Ingénieur, à délivrer un diplôme ou titre d'ingénieur.
Elle

## Historique
Elle a été fondée en 1992 par des industriels (EDF, Schneider Electric, Philips et PSA) sous le nom  d' « École d'électricité, de production et des méthodes industrielles ». 
Elle est habilitée depuis 1996 par la commission des titres d'ingénieur.
En 2006 elle adhère au Groupe ECAM puis en 2007 à la Fédération des établissements d'enseignement supérieur d'intérêt collectif et enfin en 2009 à la Conférence des grandes écoles[réf. souhaitée].
En 2014 elle est renommée ECAM-EPMI.
En 2015  elle est membre fondateur de l'Université Paris-Seine.

## Infrastructures

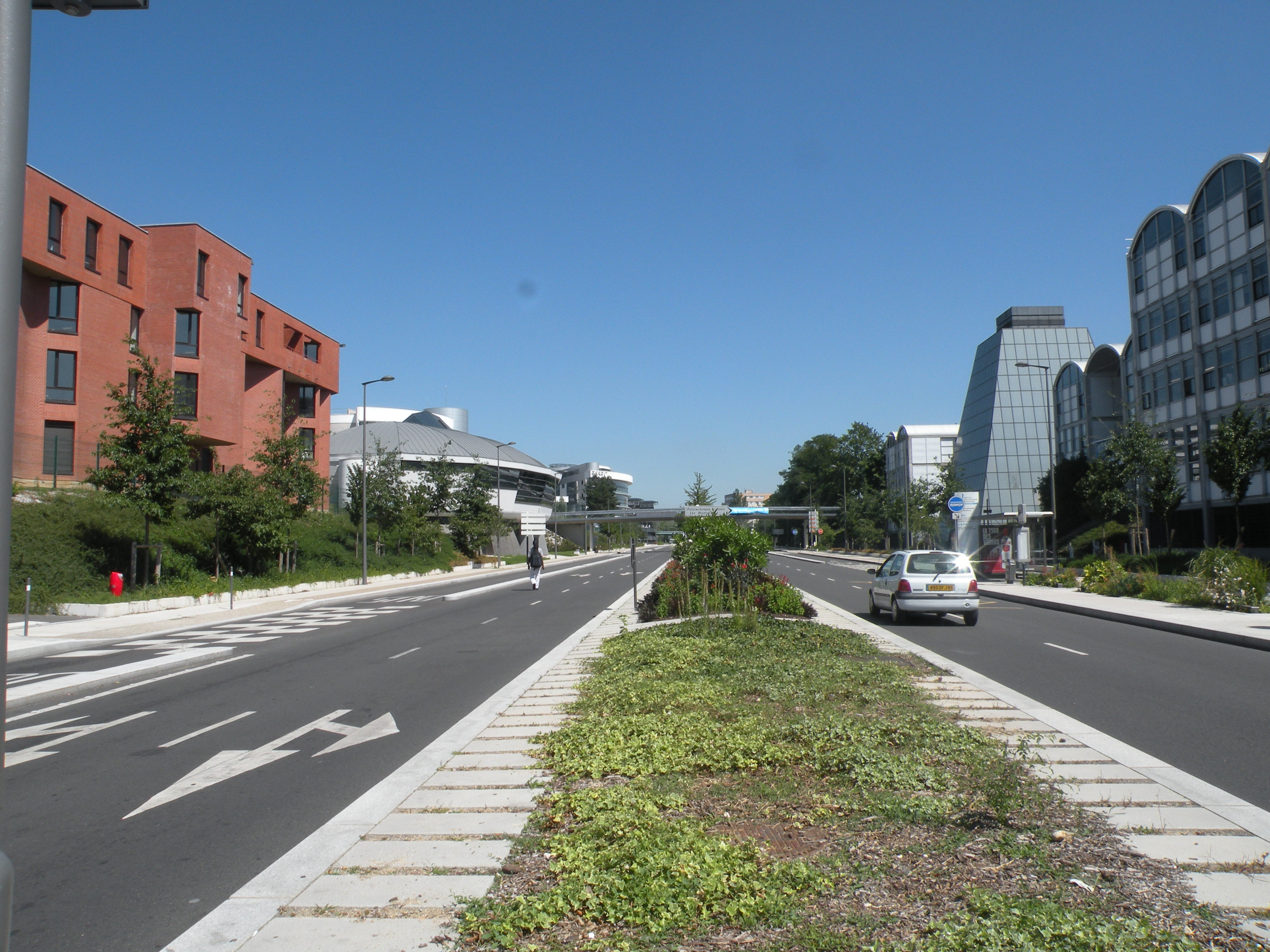
Le boulevard de l'Hautil, à droite le campus d'ECAM-EPMI.

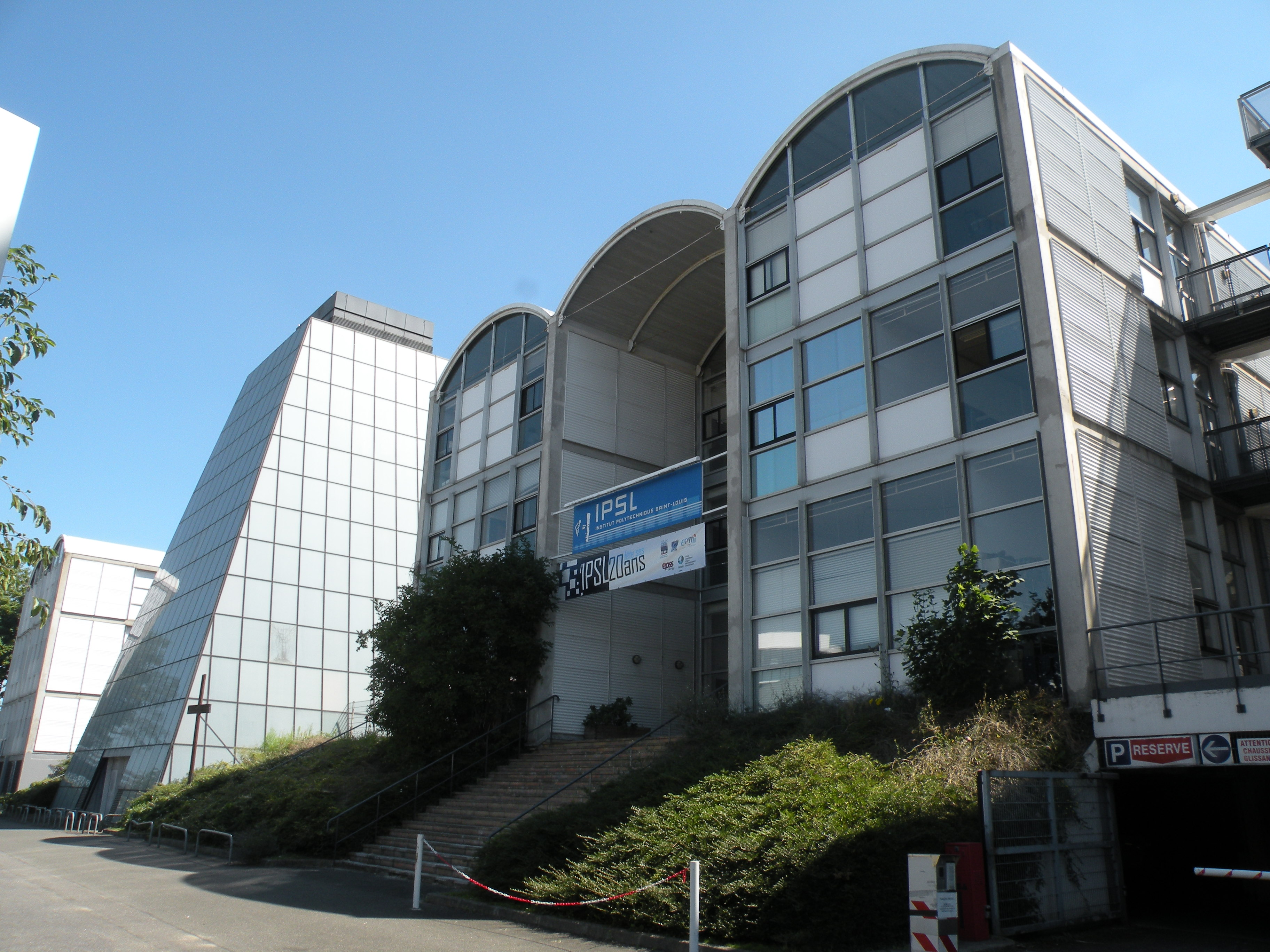
Le campus d'ECAM-EPMI au sein de l'IPSL.

L’établissement dispose de 30 000 m2 de locaux communs aux cinq écoles membres de l’Institut polytechnique Saint-Louis, 6 000 m2 de locaux pédagogiques spécifiques à ECAM-EPMI, 10 laboratoires dont deux externes pour enseigner l’électronique et l’informatique.

## Formations
Elle forme en cinq ans des ingénieurs généralistes (sous statut étudiant ou sous statut apprenti).
Le cycle d'ingénieur est accessible après un cycle préparatoire de deux ans.

## Partenariats
L'école appartient au programme Erasmus. Elle dispose également de double diplômes avec l'Université de Sherbrooke, le Manhattan College et l'Université de Cranfield. Elle a également un accord avec l'Institut polytechnique de Hanoï, le FPT University et l'Université internationale d'Hô Chi Minh-Ville.
L'école possède également plusieurs partenaires académiques en Afrique, dont l'École Supérieure des Sciences et Technologies de l'Ingénierie au Maroc et l'Université Mouloud Mammeri de Tizi Ouzou en Algérie.